# 전국목회자정의평화실천협의회
전국목회자정의평화실천협의회(약칭 목정평. 목평)는 대한민국 개신교 목회자들의 연합 단체이다. 1984년 7월 깊은 어둠속의 한국사회를 깨우기 위해 보다 적극적인 예언자적 활동을 자각한 일단의 목회자들이 형식적인 교파연합을 뛰어넘는 구체적인 목회자운동의 새로운 틀을 갖기로 함으로써 시작됐다.

## 활동
- 1989년 12월 9일에 국가보안법 철폐 침묵행진을 했다.[1]
- 천주교정의구현전국사제단, 실천불교전국승가회, 사회개혁교무단 등과 함께 '평화통일을 위한 종교인협의회'를 출범해, 1996년 8월에 경찰이 연세대학교 건물을 밀착 봉쇄했을 때, 평화적 해결을 촉구했다.[2]
- 2003년 4월 28일 오전 11시에 서울 연세대 정문 앞 '한총련 수배자 가족 천막농성장' 앞에서 기도회를 열고 정부에 한총련 수배해제 및 합법화를 촉구했다.[3]
- 2012년 12월 10일에 시국선언을 통해 문재인 후보 지지의사를 표시했다.[4]

## 같이 보기
- 한국기독교교회협의회
- 한국기독학생회총연맹(KSCF)
- 천주교정의구현전국사제단
- 실천불교전국승가회
- 사회개혁교무단
- 권오성
- 김근상
- 김영주
- 이해학